# Jawornik (obwód iwanofrankiwski)
Jawornik (ukr. Явірник) – wieś w rejonie wierchowińskim, w obwodzie iwanofrankiwskim Ukrainy.